# One on One: Dr. J vs. Larry Bird
One on One: Dr. J vs. Larry Bird est un jeu vidéo de sport conçu par Eric Hammond et publié par Electronic Arts en 1983 sur Apple II avant d’être porté sur Atari 8-bit et C64. Le jeu oppose Julius Erving et Larry Bird dans des matchs de basketball en un contre un. Il peut se jouer seul contre l’ordinateur, qui peut contrôler l’un ou l’autre des deux joueurs, ou à deux. Dans le jeu, Julius Erving et Larry Bird  possèdent des caractéristiques différentes qui reflètent leurs points forts et points faibles respectifs. Le premier est ainsi meilleur que son adversaire dans la surface et pour récupérer la balle, alors que le second est meilleur au rebond et pour les tirs à trois points. Pendant le match, le joueur contrôle les déplacements et les actions de son basketteur avec le joystick. Suivant qu’il soit dans une phase offensive ou défensive, les boutons du joystick lui permettent de faire réaliser à son joueur des actions différentes. En attaque, il peut ainsi tenter de dribbler l’adversaire ou de marquer alors qu’en défense, il peut essayer de récupérer la balle, de bloquer un tir ou d’attraper le ballon au rebond. Plus le joueur tente des actions, plus son basketteur se fatigue, ce qui réduit son efficacité et sa vitesse, ,,.
Le jeu est notamment élu « meilleur jeu électronique de l’année » par les lecteurs du magazine Electronic Games en 1985.
Il bénéficie d’une suite, baptisée Jordan vs. Bird: One-on-One (1988).